# Језекиљ Трагичар
Језекиљ Трагичар – такође познат као Језекиљ драматичар и Језекиљ песник – био је јеврејски драматург који је писао у Александрији. Наоми Јавне је његово дело датирала у 3. век пре нове ере, док Хауард Џејкобсон наводи 2. век пре нове ере. Није дефинитивно утврђено када је био активна.
Његово једино познато дело – Exagōgē  – је најранија позната јеврејска драма. Дело је саувано само у фрагментима пронађеним у списима Јевсевија, Климента Александријског и Псеудо-Евстатија. Ипак, кроз опсежне цитате ових писаца можемо добити 269 редова првобитног текста, око 20-25% од целине.
Екагоге је драма у пет чинова написана јамбским триметром, која препричава библијску причу о Изласку из Египта. Мојсије је главни лик драме, а делови библијске приче су измењени како би одговарали потребама наратива. Ова драма је јединствена по спајању библијске приче са хеленистичком трагичном драмом.
Главно модерно издање је енглеско-грчко издање са паралелним текстом од стране класичара Хауарда Џејкобсона. Едвард Ајнхорн га је током 2024. адаптирао као представу/оперу за Пасху, уз музику Авнера Финберга, за америчко експериментално позориште Ла МаМа.